# Elisabeth Eichholz
Elisabeth Eichholz z d. Kleinhans (ur. 12 listopada 1939 w Wolmirstedt, zm. 19 sierpnia 2022) – niemiecka kolarka szosowa reprezentująca NRD, dwukrotna medalistka mistrzostw świata.

## Kariera
Pierwszy sukces w karierze Elisabeth Eichholz osiągnęła w 1960 roku, kiedy na mistrzostwach świata w Karl-Marx-Stadt zdobyła brązowy medal w wyścigu ze startu wspólnego. W zawodach tych wyprzedziły ją jedynie Brytyjka Beryl Burton oraz Rosa Sels z Belgii. Na rozgrywanych pięć lat później mistrzostwach świata w Lasarte-Oria Niemka w tej samej konkurencji sięgnęła po złoty medal. Na mecie wyprzedziła bezpośrednio Belgijkę Yvonne Reynders i Ajno Puronen ze Związku Radzieckiego. Trzykrotnie zdobywała medale szosowych mistrzostw kraju, w tym złote w latach 1964 i 1965. Nigdy nie wystąpiła na igrzyskach olimpijskich (kobiety zaczęły rywalizację olimpijską w kolarstwie w 1984 roku).